# Luiz da Silva Sampaio
Luiz da Silva Sampaio (Salvador, 12 de maio de 1927 — local não informado, 31 de julho de 2000) é um jornalista e político brasileiro.
Cursou o Primário nas Escolas Jacinto Caraúna, Isaura Rocha e Instituto Baiano de Ensino, o Secundário no Colégio Ypiranga e Ginásio da Bahia, Salvador. Formou-se em Jornalismo pela Universidade Federal da Bahia (UFBA).
Chefe da Divisão de Águas do 5º Distrito do Ministério da Agricultura; chefe do Departamento de Turismo da Secretária de Educação; assessor do secretário municipal de Ação Social de Salvador. Chefe de reportagem e apresentador dos programas Boca de Forno e Levanta a Cabeça, na Rádio Sociedade, jornalista e secretário do jornal o Estado da Bahia; comentarista esportivo da TV Itapoan, colaborador do jornal A Tarde - coluna Gol de Letra. Diretor de vendas da Barreto de Araújo Empreendimentos Imobiliários, 1974-1989, proprietário da Solar Imobiliária Ltda; diretor do Núcleo de Criadores de Cavalo e da Associação dos Criadores de Cavalos Pampa. Poeta e escritor.
Foi eleito vereador de Salvador pelo Partido Social Trabalhista (PST), de 1963 a 1966; Deputado estadual pelo Movimento Democrático Brasileiro (MDB), de 1967 a 1971, foi cassado seus direitos políticos pelo AI-5 em 1969, anistiado em 1979.